# Лепидин
Лепидин (4-метилхинолин, γ-метилхинолин) — гетероциклическое соединение ряда хинолинов. Содержится в каменноугольнной смоле; возможно получение из цинхонина перегонкой с гидроксидом калия. Применяется как промежуточный продукт для синтеза красителей и лекарств.

## История
Синтез был впервые осуществлён Г. Биванком (1898) восстановлением йодлепидина, полученного из хлорлепидина, который в свою очередь получается в синтезе по Кнорру из γ-метилкарбостирила с РСl5 и РСl3.

## Физические и химические свойства
Представляет собой жидкость, с температурой плавления 9—10°С и температурой кипения 260 °С. Не растворим в воде, растворим в спирте и эфире.
Метильная группа является сильно кислотной, что позволяет проходить реакциям конденсации, особенно в случаях, когда атом азота кватернизован.
При нитровании образуется 8-нитро-4-метилхинолин, при сульфировании — 6-сульфо-4-метилхинолин, при воздействии щелочей — 2-окси-4-метилхинолин. Лепидин конденсируется с формальдегидом в γ-хинолинэтанол (C9H6N)CH2CH2OH), представляющий собой маслообразную жидкость, и в γ-хинолинпропандиол (C9H6N)CH(СН2ОН)2.

## Получение
Получают:
- выделением из каменноугольной смолы[1];
- циклизацией  анилида ацетоуксусной кислоты, затем в получившемся 2-окси-4-метилхинолине замещают  гидроксогруппу на Cl с использованием  POCl3. На следующем этапе получают лепидин путем восстановительного дехлорирования (Sn + HCl)[1];
- из анилина или его солянокислой соли путём реакции с одним соединением из перечня: метилвинилкетон, триметоксибутан, 4-метокси-2-бутанон. Реакцию проводят в 95 % этиловом спирте с использованием хлорида железа в качестве окислителя и хлорида цинка в качестве конденсирующего реагента. Выходы этого способа составляют порядка 60—70 %[2].

## Применение
Лепидин используют в синтезе метиновых красителей и лекарственных средств.